# Biljeg
Biljeg es un pueblo ubicado en la municipalidad de Merošina, en el distrito de Nišava, Serbia.

## Superficie
Posee una superficie de 5,727 kilómetros cuadrados.

## Demografía
Hasta 2011 la población era de 498 habitantes, con una densidad de población de 86,95 habitantes por kilómetro cuadrado.